# Landschaftsschutzgebiet Am Leitmarscher Bruch
Das Landschaftsschutzgebiet Am Leitmarscher Bruch ein 14,17 ha großes Landschaftsschutzgebiet (LSG) östlich von Giershagen im Stadtgebiet von Marsberg. Das Gebiet wurde 2008 mit dem Landschaftsplan Marsberg durch den Kreistag des Hochsauerlandkreises als ausgewiesen. Das LSG grenzt fast nur an das Landschaftsschutzgebiet Freiflächen um Giershagen vom Typ B an. Im Südosten grenzt hingegen das Naturschutzgebiet Glindetal an.

## Beschreibung
Im Landschaftsschutzgebiet Am Leitmarscher Bruch befindet sich fast nur Grünland. Das Grünland wird als Weide, meist mit Rindern, und als Mähwiese genutzt. Im Landschaftsschutzgebiet liegt das geschützte Biotop Mosaik aus Magergrünland, Fettgrünland und Hecken südlich Giershagen (BK-4519-0157) und einer Flächengröße von 2,97 ha. Dabei handelt es sich um eine große Rinderweide. Diese Rinderweide ist wegen historischen Tagebaus durch sehr kleinflächig auftretenden Bodenhohlformen und Aufschüttungen geprägt. Auf den Kuppen der Aufschüttungen und in Hanglage haben sich magere Grünländer erhalten. Die anderen Bereiche des Biotops werden von Fettweiden und Gebüschkomplexen eingenommen.

## Schutzzweck
Die Ausweisung erfolgte zur Erhaltung, Ergänzung und Optimierung eines Grünlandbiotop-Verbundsystems in den Talauen und den Magergrünland-Gesellschaften in den Naturschutzgebieten, damit Tiere und Pflanzen Wanderungs- und Ausbreitungsmöglichkeiten behalten, und dem Erhalt der Vorkommen geschützter Vogelarten sowie dem Schutz artenreicher Pflanzengesellschaften.

## Rechtliche Rahmen
Das Landschaftsschutzgebiet Am Leitmarscher Bruch wurde als eines von 30 Landschaftsplangebieten vom Typ C, Wiesentäler und ornithologisch bedeutsames Offenland, ausgewiesen. Im Landschaftsplangebiet Marsberg gibt es auch drei Landschaftsschutzgebiete vom LSG Typ A, Allgemeiner Landschaftsschutz, wo unter anderem das Errichten von Bauten verboten ist. Ferner 17 Landschaftsschutzgebiete vom LSG Typ B, Ortsrandlagen und Landschaftscharakter, wo zusätzlich Erstaufforstungen und auch die Neuanlage von Weihnachtsbaumkulturen, Schmuckreisig- und Baumschulkulturen verboten sind. Wie in den anderen 29 Landschaftsschutzgebieten vom Typ C im Landschaftsplangebiet Marsberg besteht im LSG Landschaftsschutzgebiet Am Leitmarscher Bruch zusätzlich ein Umwandlungsverbot von Grünland und Grünlandbrachen in Acker oder andere Nutzungsformen. Eine maximal zweijährige Ackernutzung innerhalb von zwölf Jahren ist erlaubt, falls damit die Erneuerung der Grasnarbe vorbereitet wird. Dies gilt als erweiterter Pflegeumbruch. Beim erweiterten Pflegeumbruch muss ein Mindestabstand von 5 m vom Mittelwasserbett eingehalten werden.